# Ernst von Dohnányi

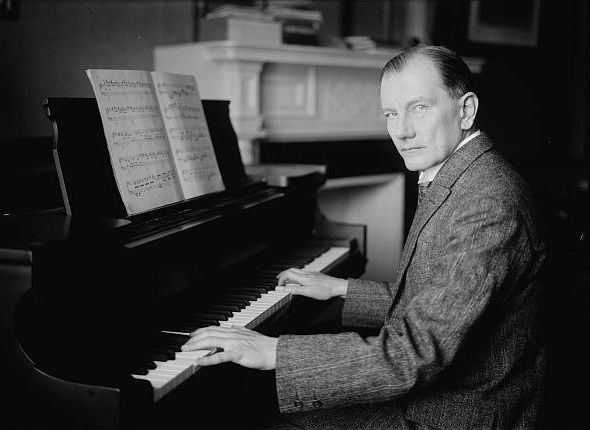
Ernst von Dohnányi vid pianot.

Ernst von Dohnányi (på ungerska Ernő Dohnányi), född 27 juli 1877 i dåvarande Pozsony (eller Pressburg; nuvarande Bratislava i Slovakien), död 9 februari 1960 i New York, var en ungersk tonsättare, pianist och musikpedagog.

## Biografi
Ernst von Dohnányi studerade först i födelsestaden och därefter vid musikakademin i Budapest och komponerade redan i ungdomen kammarmusik, pianostycken och kyrklig musik. Han var även en skicklig pianist och turnerade i Europa och 1900 även i Förenta Staterna. År 1907 uppträdde han för första gången i Sverige.
Dohnányi blev 1905 lärare i pianospel vid Hochschule für Musik i Berlin, 1916 blev han professor vid musikakademin i Budapest och 1919 blev han ledare för Filharmoniska sällskapet i Budapest. Han gästspelade som dirigent även i utlandet, och blev 1931 musikchef vid den ungerska radion och 1934 direktör för musikakademin. Under 1930-talet försämrades Dohnányis hälsa och han hade av den anledningen färre engagemang. Han bekämpade även den framväxande nazismen och avgick 1941 från musikakademin då han vägrat acceptera judeförföljelserna och flyttade 1944 till Österrike.
Efter kriget företog han några större turnéer, bland annat i England. Han flyttade först till Argentina och därefter 1949 till Tallahassee i Florida, där han fick en befattning som kompositör och pianist vid Florida State University. Han framträdde sista gången vid festspelen i Edinburgh 1956.
Ernst von Dohnányi var en av sin tids främsta pianister. Som tonsättare fann han omkring 1902 sitt eget tonspråk i Serenaden op. 10 och han kom att bygga vidare på det romantiska arvet. Han insåg även långt före andra Bela Bartoks storhet. Dohnányis inflytande dominerade ungersk musikuppfattning under första delen av 1900-talet.

## Verk (urval)

### Orkesterverk
- Symfoni F-dur (1896, ej utgiven)
- Symfoni Nr. 1 d-moll opus 9 (1900/01)
- Symfoni Nr. 2 E-dur opus 40 (1943/44, rev. 1953–56)
- Pieretta fátyda opus 18 (1908/09), balettpantomim efter Arthur Schnitzler
- Svit fiss-moll opus 19 (1908/09)
- Ruralia hungarica opus 32b (1924)
- Symfoniska minuter opus 36 (1933)
- Szent fáklya (1934)
- American Rhapsody opus 47 (1953)

### Konserter
- Pianokonsert Nr. 1 e-moll opus 5 (1897/98)
- Pianokonsert Nr. 2 h-moll opus 42 (1946/47)
- Violinkonsert Nr. 1 d-moll opus 27 (1914/15)
- Violinkonsert Nr. 2 c-moll opus 43 (1949/50)
- Konsertstycke D-dur opus 12 för violoncell och orkester (1903/04)
- Variationer över en barnvisa C-dur opus 25 för piano und orkester (1914)
- Concertino opus 45 för harpa och kammarorkester (1952)

### Vokalverk
- Szeged mise mässa opus 35 (1930)
- Cantus vitae kantat opus 38 (1939–41)
- Stabat mater opus 46 (1952/53)
- Simona néni (1909-11)
- Tante Simone (komisk opera opus 20 (1912)
- A Vajda tornya opera opus 30 (1922)
- A Tenor komisk opera (1920)
- Sånger
- Körer

### Kammarmusik
- Två pianokvintetter (Nr. 1 c-moll opus 1, 1895, Nr. 2 es-moll opus 26, 1914)
- Tre stråkkvartetter (Nr. 1 A-dur opus 7, 1899, Nr. 2 Dess-dur opus 15, 1906, Nr. 3 a-moll opus 33, 1926)
- Violoncellosonater b-moll opus 8 (1899)
- Violinsonat ciss-moll opus 21 (1912) (frühere Version 1894)
- Serenad för stråktrio C-dur opus 10 (1902)
- Sextett C-dur opus 37 för piano, klarinett, horn och stråktrio (1935)
- Stråksextett B-dur
- Aria opus 48, Nr. 1 för flöjt och piano
- Passacaglia opus 48, Nr. 2 för flöjtsolo – Tillägnad Eleanor Baker Lawrence

### Pianomusik
- Fyra pianostycken opus 2 (1896/97)
- Fyra rapsodier opus 11 (1902/03)
- Winterreigen opus 13 (1905)
- Humoresker i form av en svit opus 17 (1907)
- Svit i gammal stil opus 24 (1913)
- Sex konsertetyder opus 28 (1916)
- Ruralia hungarica opus 32a (1923/24)
- Sex pianostycken opus 41 (1945)
- Tre pianostycken opus 44 (1951)
- Daily finger exercises, 3 band (1960)